# جوایز موسیقی جدول سرکل
جوایز موسیقی جدول سرکل (کره‌ای: 써클차트 뮤직 어워드؛ انگلیسی: Circle Chart Music Awards) که قبلاً با عنوان جوایز موسیقی جدول گائون شناخته می‌شد، یک مراسم مهم جوایز موسیقی است که هر ساله در کره جنوبی توسط انجمن محتوای موسیقی کره برگزار می‌شود و عمدتاً بر پایه عملکرد تجاری ترانه‌ها و آلبوم‌ها بر اساس جدول موسیقی ملی جدول سرکل ارائه می‌شود. از سال ۲۰۱۷، این مراسم به صورت زنده و جهانی توسط ام‌نت و وی لایو پخش می‌شود. در ۷ ژوئیه ۲۰۲۲ نام جدول گائون به جدول سرکل تغییر یافت و اعلام شد که نام جوایز موسیقی جدول گائون به جوایز موسیقی جدول سرکل تغییر می‌کند.